# Aconitum cannabifolium
Aconitum cannabifolium är en ranunkelväxtart som beskrevs av Adrien René Franchet, Achille Eugène Finet och Gagnep.. Aconitum cannabifolium ingår i släktet stormhattar, och familjen ranunkelväxter. Inga underarter finns listade i Catalogue of Life.